# Marcel Wiercichowski
Marcel Wiercichowski, właściwie Marcin Wiercichowski (ur. 12 lipca 1974 w Krakowie) – polski aktor.

## Życiorys
W 1999 ukończył Państwową Wyższą Szkołę Filmową, Telewizyjną i Teatralną im. Leona Schillera w Łodzi. Występował w teatrach: im. Stefana Jaracza w Łodzi, Ochoty w Warszawie, Polskim w Poznaniu, Operze na Zamku w Szczecinie, Bałtyckim Teatrze Dramatycznym im. Juliusza Słowackiego w Koszalinie, Muzycznym w Lublinie, Tarnowskim Teatrze im. Ludwika Solskiego i Nowym w Słupsku. Od 2005 jest aktorem Teatru Bagatela w Krakowie.

## Filmografia
- 1984: Rozalka Olaboga – Tomek
- 2000: Strefa ciszy – sprzedawca
- 2001: Przeprowadzki – żołnierz
- 2002–2007: Samo życie – Jacek Starczewski
- 2003–2005: Czego się boją faceci, czyli seks w mniejszym mieście – Borys Wasyluk
- 2003: Nienasycenie – adiutant Kocmołuchowicza
- 2005: Nie ma takiego numeru – Melchior
- 2006–2008: Kryminalni – strażnik przy bramie Komendy Stołecznej (odc. 53); Karol Woźniak (odc. 91 i 101)
- 2007: Aleja gówniarzy – Jan
- 2007: Prawo miasta – Romek
- 2009: Naznaczony – Wojnowski, pracownik Agencji Rządowej
- 2010: Na dobre i na złe – policjant (odc. 398)
- 2010: Czas honoru – Konopka, dowódca straży bocznicy kolejowej (odc. 31)
- 2011: Ojciec Mateusz – policjant Płochaj (odc. 65); Jarek Iwanicki (odc. 83)
- 2013: Komisarz Alex – „Igła” (odc. 39)
- 2013: Prawo Agaty – samobójca Jan Grzelak (odc. 51)
- 2014: Miasto 44 – tajniak
- 2015: Szkoła - Jacek Szczygieł, Ojciec Tomka (odc. 104)
- 2017: Na dobre i na złe – Marek (odc. 686)
- 2017: Miasto skarbów – strażnik (odc. 2)
- 2018: Barwy szczęścia – Waldemar Kasperczuk, ojciec Niki
- 2019: Polityka – komendant
- 2019: Polityka (serial) – komendant (odc. 4)